# Skye Moench
Skye Moench (* 1. Oktober 1988) ist eine US-amerikanische Triathletin und Ironman-Siegerin (2019). Sie führte von 2021 bis 2024 die Bestenliste US-amerikanischer Triathletinnen auf der Ironman-Distanz an.

## Werdegang
Skye Moench belegte 2016 den achten Rang bei der ITU-Weltmeisterschaft auf der Triathlon-Langdistanz (4 km Schwimmen, 120 km Radfahren und 30 km Laufen). Im Juli 2018 wurde sie beim Ironman Switzerland in Zürich Zweite hinter der Finnin Kaisa Sali.

### Ironman Germany 2019
Im Juni 2019 gewann sie den Ironman Germany und damit die Ironman European Championships. Im August gewann sie mit dem Ironman 70.3 Boulder ihr zweites Rennen auf der Mitteldistanz.
Im Mai 2021 wurde die 32-Jährige in persönlicher Bestzeit Dritte bei der Erstaustragung des Ironman Tulsa.
Skye Moench startete am 28. August 2021 für das im Collins Cup der Professional Triathletes Organisation zusammengestellte Team USA – zusammen mit Chelsea Sodaro, Jackie Hering, Jocelyn McCauley, Katie Zaferes, Taylor Knibb, Sam Long, Rodolphe Von Berg, Matt Hanson, Ben Kanute, Justin Metzler und Andrew Starykowicz.
Im September 2021 gewann sie den Ironman Chattanooga mit neuem Streckenrekord und stellte in persönlicher Ironman-Bestzeit mit 8:34:07 h einen neuen US-amerikanischen Rekord ein.
Im Mai 2022 wurde sie Vierte bei den erstmals außerhalb von Hawaii ausgetragenen und vom Oktober 2021 verschobenen Ironman World Championships.
Im Juni 2022 gewann Moench die Erstaustragung des Ironman Des Moines und damit die North American Championships.
Skye Moench wird trainiert von Cameron Watt.
Seit Dezember 2015 ist sie  verheiratet und lebt in Salt Lake City.

## Sportliche Erfolge
| Datum/Jahr    | Rang | Wettbewerb                                                    | Austragungsort   | Zeit     | Bemerkung                                                                |
| ------------- | ---- | ------------------------------------------------------------- | ---------------- | -------- | ------------------------------------------------------------------------ |
| 18. Sep. 2021 | 6    | Ironman 70.3 World Championships                              | St. George       | 04:12:50 |                                                                          |
| 28. Aug. 2021 | 2    | PTO Collins Cup                                               | Šamorín          | 03:40:39 | im Team USA                                                              |
| 11. Apr. 2021 | 1    | Ironman 70.3 Texas                                            | Galveston Island |          |                                                                          |
| 6. Dez. 2020  | 6    | PTO Professional Triathletes Organisation World Championships | Daytona Beach    | 03:32:30 | PTO-Weltmeisterschaft (2 km Schwimmen, 80 km Radfahren und 18 km Laufen) |
| 8. Sep. 2019  | 2    | Ironman 70.3 Santa Cruz                                       | Santa Cruz       | 04:10:23 |                                                                          |
| 3. Aug. 2019  | 1    | Ironman 70.3 Boulder                                          | Boulder          | 04:09:42 | persönliche Bestzeit                                                     |
| 2. Juni 2019  | 2    | Ironman 70.3 Switzerland                                      | Rapperswil-Jona  | 04:15:38 | Zweite hinter Daniela Ryf                                                |
| 19. Mai 2019  | 2    | Ironman 70.3 Chattanooga                                      | Chattanooga      | 04:15:13 |                                                                          |
| 4. Mai 2019   | 4    | Ironman 70.3 St. George                                       | St. George       | 04:16:20 |                                                                          |
| 9. Sep. 2018  | 3    | Ironman 70.3 Santa Cruz                                       | Santa Cruz       | 04:15:06 |                                                                          |
| 10. Juni 2018 | 4    | Ironman 70.3 Switzerland                                      | Rapperswil-Jona  | 04:19:06 |                                                                          |
| 20. Mai 2018  | 4    | Ironman 70.3 Chattanooga                                      | Chattanooga      | 04:18:17 |                                                                          |
| 7. Apr. 2018  | 9    | Ironman 70.3 California                                       | Oceanside        | 04:35:30 |                                                                          |
| 12. Nov. 2017 | 8    | Ironman 70.3 Los Cabos                                        | Los Cabos        | 04:36:23 |                                                                          |
| 25. Juni 2017 | 4    | Ironman 70.3 Coeur D’Alene                                    | Idaho            | 04:35:13 |                                                                          |
| 18. Okt. 2015 | 1    | Ironman 70.3 Arizona                                          | Arizona          |          |                                                                          |

| Datum/Jahr    | Rang | Wettbewerb                                      | Austragungsort    | Zeit     | Bemerkung                                                                                           |
| ------------- | ---- | ----------------------------------------------- | ----------------- | -------- | --------------------------------------------------------------------------------------------------- |
| 14. Okt. 2023 | 7    | Ironman Hawaii                                  | Hawaii            | 08:43:34 | |
| 2. Juli 2023  | 2    | Ironman Frankfurt                               | Frankfurt am Main | 08:57:29 | |
| 20. Nov. 2022 | 2    | Ironman Arizona                                 | Tempe             | 08:47:28 | [ 8 ]                                                                                               |
| 6. Okt. 2022  | 9    | Ironman Hawaii                                  | Hawaii            | 09:04:31 | [ 9 ]                                                                                               |
| 12. Juni 2022 | 1    | Ironman Des Moines                              | Des Moines        | 08:51:43 | North American Championships                                                                        |
| 7. Mai 2022   | 4    | Ironman St. George                              | St. George        | 08:55:21 | Ironman World Championships 2021                                                                    |
| 6. Nov. 2021  | 2    | Ironman Florida                                 | Panama City       | 08:56:36 | Zweite hinter Heather Jackson                                                                       |
| 26. Sep. 2021 | 1    | Ironman Chattanooga                             | Chattanooga       | 08:34:07 | Streckenrekord; in persönlicher Ironman-Bestzeit                                                    |
| 23. Mai 2021  | 3    | Ironman Tulsa                                   | Tulsa             | 08:47:45 | bei der Erstaustragung                                                                              |
| 30. Juni 2019 | 1    | Ironman Germany                                 | Frankfurt am Main | 09:15:31 | Siegerin Ironman European Championships                                                             |
| 29. Juli 2018 | 2    | Ironman Switzerland                             | Zürich            | 09:14:36 | Zweite hinter der Finnin Kaisa Sali                                                                 |
| 27. Aug. 2017 | 11   | ITU Long Distance Triathlon World Championships | Penticton         | 06:18:59 | |
| 20. Nov. 2016 | 11   | Ironman Arizona                                 | Tempe             | 09:27:07 | |
| 24. Sep. 2016 | 8    | ITU Long Distance Triathlon World Championships | Oklahoma          | 07:10:52 | Weltmeisterschaft auf der Triathlon-Langdistanz (4 km Schwimmen, 120 km Radfahren und 30 km Laufen) |

(DNF – Did Not Finish)